# MTERF3
MTERF3 (англ. Mitochondrial transcription termination factor 3) – білок, який кодується однойменним геном, розташованим у людей на 8-й хромосомі. Довжина поліпептидного ланцюга білка становить 417 амінокислот, а молекулярна маса — 47 971.
| 10         |  | 20         |  | 30         |  | 40         |  | 50         |
| ---------- |  | ---------- |  | ---------- |  | ---------- |  | ---------- |
| MALSAQQIPR |  | WFNSVKLRSL |  | INAAQLTKRF |  | TRPARTLLHG |  | FSAQPQISSD |
| NCFLQWGFKT |  | YRTSSLWNSS |  | QSTSSSSQEN |  | NSAQSSLLPS |  | MNEQSQKTQN |
| ISSFDSELFL |  | EELDELPPLS |  | PMQPISEEEA |  | IQIIADPPLP |  | PASFTLRDYV |
| DHSETLQKLV |  | LLGVDLSKIE |  | KHPEAANLLL |  | RLDFEKDIKQ |  | MLLFLKDVGI |
| EDNQLGAFLT |  | KNHAIFSEDL |  | ENLKTRVAYL |  | HSKNFSKADV |  | AQMVRKAPFL |
| LNFSVERLDN |  | RLGFFQKELE |  | LSVKKTRDLV |  | VRLPRLLTGS |  | LEPVKENMKV |
| YRLELGFKHN |  | EIQHMITRIP |  | KMLTANKMKL |  | TETFDFVHNV |  | MSIPHHIIVK |
| FPQVFNTRLF |  | KVKERHLFLT |  | YLGRAQYDPA |  | KPNYISLDKL |  | VSIPDEIFCE |
| EIAKASVQDF |  | EKFLKTL    |  |            |  |            |  |            |

A: Аланін

C: Цистеїн

D: Аспарагінова кислота

E: Глутамінова кислота

F: Фенілаланін

G: Гліцин

H: Гістидин

I: Ізолейцин

K: Лізин

L: Лейцин

M: Метіонін

N: Аспарагін

P: Пролін

Q: Глутамін

R: Аргінін

S: Серин

T: Треонін

V: Валін

W: Триптофан

Задіяний у таких біологічних процесах, як транскрипція, регуляція транскрипції, біогенез рибосом, альтернативний сплайсинг. 
Білок має сайт для зв'язування з ДНК. 
Локалізований у мітохондрії.